# Bisdom Cloyne
Het bisdom Cloyne  (Latijn: Dioecesis Cloynensis, Iers: Deoise Chluana) is een Iers rooms-katholiek bisdom. De geschiedenis van het bisdom gaat terug tot 580 toen in Cloyne voor het eerst een bisschop werd benoemd. Het bisdom zelf werd opgericht tijdens de synode van Kells in 1152. Het ressorteert onder het aartsbisdom Cashel en Emly. Het bisdom omvat de noordelijke helft van het graafschap Cork. Patroonheilige is de H. Colman van Cloyne.

## Kathedraal

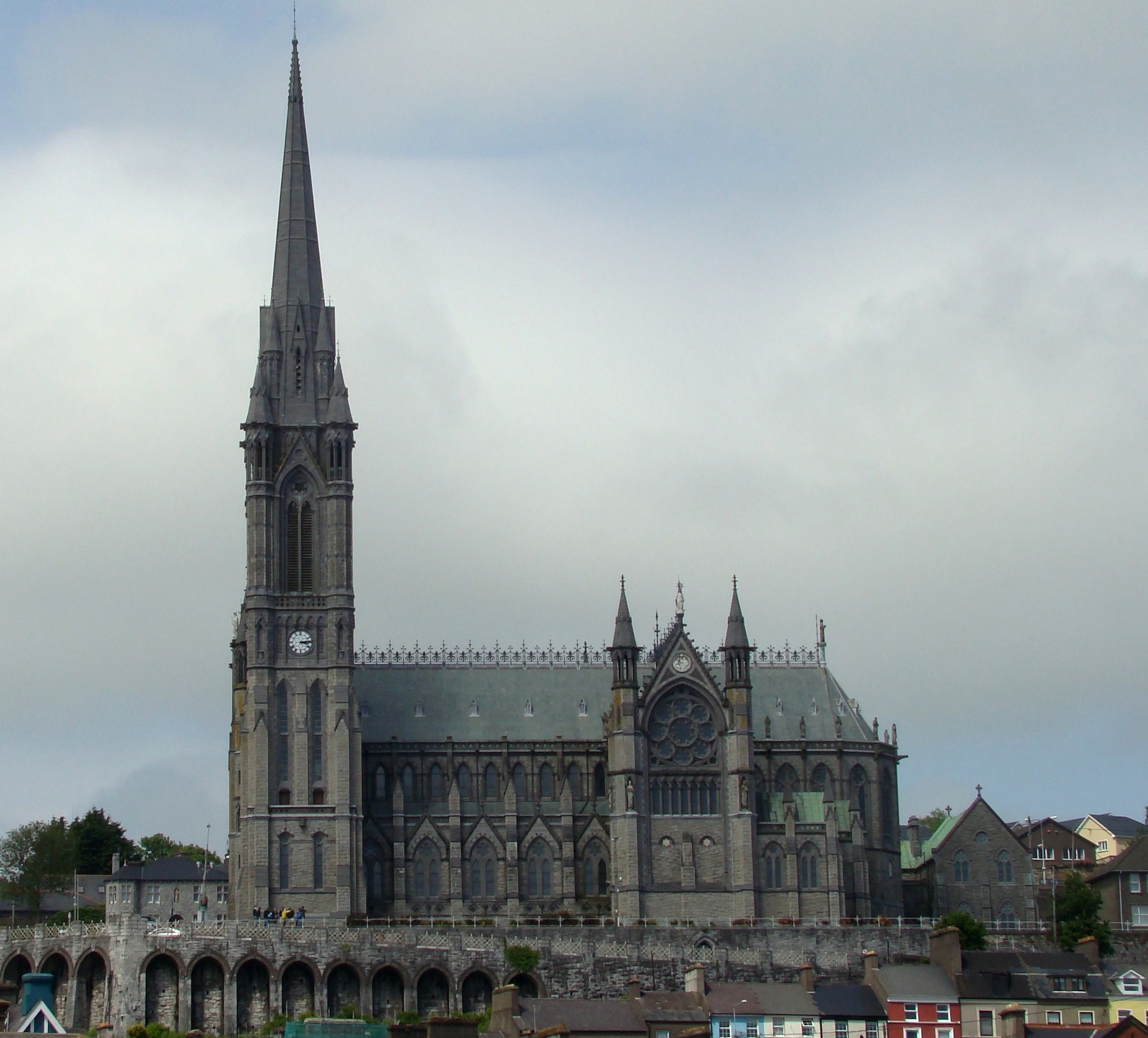
Kathedraal in Cobh

De kathedraal van het bisdom staat in Cobh. Het is een neogotisch gebouw dat werd gebouwd tussen 1868 en 1915. Toen met de bouw werd begonnen was Cobh een relatief welvarende plaats als voornaamste emigratiehaven richting Amerika. Het ontwerp moest die welvaart tonen. De afnemende welvaart zorgde voor vertraging in de bouw en versobering van het ontwerp. 